# Decompressive storytelling
El decompressive storytelling es un estilo de escritura muy recurrente en cómics o televisión, y por el que los sucesos y las líneas argumentales se van desarrollando lentamente, en ocasiones ni siquiera avanzando y centrándose en aspectos secundarios o irrelevantes.

## Decompressive Storytelling en los cómics
En los cómics estadounidenses es un recurso muy utilizado desde mediados de los años 1990, pudiendo así pasar números enteros de una colección en la que la trama principal apenas avance, recurriendo para ello a escenas de acción alargadas, diálogos entre personajes sobre temas triviales, o tramas secundarias con menor interés, y que en ocasiones tampoco acaban de cerrarse.
Algunos de los factores que influyen en esta forma de guionizar los cómics son la espectacularidad de los dibujos, para lo que se resta dinamismo al guion en pos del aspecto gráfico, pero sobre todo la forma de publicación de las editoriales estadounidenses de superhéroes, en el llamado formato TPB.
- Datos: Q5249575